# Malling Vandtårn
Malling Vandtårn, bedre kendt som Jacobs Tårn, er et tidligere vandtårn beliggende i Malling syd for Aarhus. Tårnet, der har kapacitet til 90 kubikmeter vand, er 12 meter højt og bygget i 1922, hvorefter det indtil 1958 forsynede omkring 150 husstande. Tårnet er rundt og en stige fører op til vandbeholderen.
Bygningen har også lagt navn til et maleri, Jacob Haugårds vandtårn i Malling, af folketingsmedlemmet Eyvind Vesselbo, da en anderledes udstilling med værker af politikere, erhversfolk og andre blev afholdt på Århus Rådhus i oktober-november 2005.

## Historie
I 1922 blev tårnet opført som trykformidler i vandforsyningen. Det blev taget ud af drift i 1958. I 1960'erne blev det så foreslået at sprænge tårnet væk, men fordi alene glassikring af naboernes vinduer ville løbe op i 260.000 kroner fik tårnet lov at blive stående.
I 1983 købte Jacob Haugaard huset med vandtårnet,  og fra  starten af 1992 lavede han  en række tv-udsendelser fra Jacobs Tårn som gjorde den lille landsby landskendt. Sidenhen flyttede han til Sjælland efter indvælgelsen til Folketinget, hvorfor han solgte huset i Malling med det dertilhørende tårn til 1 million kroner, og i dag står tårnet i en almindelig families baghave.
I forbindelse med Jacob Haugaards kontroversielle valgkampagne op til valget i 1994 lovede han at flytte vandtårnet i Malling til Odder som vartegn, hvilket han dog måtte trække tilbage, eftersom det ikke var muligt at flytte det og han heller ikke havde intentioner om at fratage Malling det.